# Francuska Rada Kultu Muzułmańskiego
Francuska Rada Kultu Muzułmańskiego (fr. Conseil français du culte musulman – CFCM) – organizacja muzułmańska uznana przez rząd francuski za reprezentanta całej społeczności muzułmańskiej w kraju.
Powstała w 2003 po wieloletnich negocjacjach między francuskimi muzułmanami i ambasadorami państw islamskich a władzami Republiki. Tworzą ją członkowie głównych francuskich federacji islamskich wybrani w demokratycznych wyborach. Jej główne organy to Zgromadzenie Generalne oraz 25 regionalnych oddziałów zwanych Regionalnymi Radami Kultu Muzułmańskiego (Conseils regionaux du culte musulman – CRCM).
Uznana za nieskuteczną i po wewnętrznym rozłamie CFCM została odwołana na początku 2023 roku decyzją Emmanuela Macrona, który preferował Francuskie Forum Islamu..
Główne zadania CFCM to:
- Współpraca z władzami państwowymi w celu ochrony interesów francuskich muzułmanów
- Opieka nad muzułmańskimi obiektami sakralnymi
- Angażowanie się w ruch ekumeniczny
- Organizowanie wymiany danych i doświadczeń między lokalnymi społecznościami muzułmańskimi

## Prezydenci
- Dalil Boubakeur (2003 – 2008)
- Mohammed Moussaoui (2008 – 2023)